# WWE Money in the Bank
Money in the Bank je placená akce od společnosti WWE, koná se každý rok. Název je odvozen od Zápasu o MITB kufřík (Money in the Bank ladder match) který je hlavním tahákem celé akce. První zápas o Money in the Bank kufřík se konal na WrestleManii 21 a až v roce 2010 byla založena akce Money in the Bank jakožto placená akce na které jsou i jiné zápasy než MITB zápas a to například o tituly. Patří k pěti největším každoročním akcím společnosti v roce, spolu s Royal Rumble, WrestleMania, SummerSlam a Survivor Series, jsou označovány jako „Big Five“.

## Zápas o Money in the Bank kufřík

### Formát
MITB zápas je o Money in the Bank kufřík. Abyste ho mohli získat, musíte vylézt na žebřík a sebrat připevněný kufřík. V zápase je vždy 6 wrestlerů. Vítěz pak může svůj kufřík kdykoliv a kdekoliv použít při zápase o jakýkoliv titul, tím že se přidá do zápasu.
V Roce 2010-2013 byly zápasy o WWE Championship kufřík a o World Heavyweight Championship kufřík.

### Vítězové
| Event                    | Vítězové        | Vítězky     | Místo Konání |
| ------------------------ | --------------- | ----------- | ------------ |
| Money in the Bank (2010) | Kane            | ---         | Kansas City  |
| Money in the Bank (2010) | The Miz         | ---         | Kansas City  |
| Money in the Bank (2011) | Daniel Bryan    | ---         | Rosemont     |
| Money in the Bank (2011) | Alberto Del Rio | ---         | Rosemont     |
| Money in the Bank (2012) | Dolph Ziggler   | ---         | Phoenix      |
| Money in the Bank (2012) | John Cena       | ---         | Phoenix      |
| Money in the Bank (2013) | Damien Sandow   | ---         | Philadelphia |
| Money in the Bank (2013) | Randy Orton     | ---         | Philadelphia |
| Money in the Bank (2014) | Seth Rollins    | ---         | Boston       |
| Money in the Bank (2015) | Sheamus         | ---         | Columbus     |
| Money in the Bank (2016) | Dean Ambrose    | ---         | Paradise     |
| Money in the Bank (2017) | Baron Corbin    | Carmella    | St. Louis    |
| Money in the Bank (2018) | Braun Strowman  | Alexa Bliss | Rosemont     |
| Money in the Bank (2019) | Brock Lesnar    | Bayley      | Hartford     |
| Money in the Bank (2020) | Otis            | Asuka       | Orlando      |
| Money in the Bank (2021) | Big E           | Nikky Cross | Fort Worth   |
| Money in the Bank (2022) | Austin Theory   | Liv Morgan  | Paradise     |
| Money in the Bank (2023) | Damian Priest   | Iyo Sky     | Londýn       |
| Money in the Bank (2024) | ---             | ---         | Toronto      |